# 平井貞誠
平井 貞誠（明和6年（1769年） - 文化8年（1811年））は、平井信正を始祖とする加治田平井氏の十一代。美濃国加茂郡加治田村出身。俗称・三四郎、後に秦次。字は意仲。

## 概要
和歌及び茶道を好んで、茶道は京都の千家宗室について学び、歌道も京都の師について学んだ。

## 作品
- 上巻751「太田首途」の和歌交りの紀行文がある。